# Neoperla biprojecta
Neoperla biprojecta är en bäcksländeart som beskrevs av Du 2001. Neoperla biprojecta ingår i släktet Neoperla och familjen jättebäcksländor. Inga underarter finns listade i Catalogue of Life.